# 日野 (日野市)
日野（ひの）は、東京都日野市の大字。

## 地理
日野市の西部に位置する。
東から時計回りで、日野市石田、日野市万願寺、日野市宮、日野市川辺堀之内、日野市神明、日野市日野本町、多摩川を挟んで立川市柴崎町、立川市錦町 、に隣接する。面積は1.56km2。

### 河川
- 多摩川 ｰｰｰ 街区北・東側に存在。

### 地価
住宅地の地価は、2025年（令和7年）1月1日の公示地価によれば、大字日野416番2外の地点で18万3000円/m2、大字日野7773番156の地点で20万円/m2となっている。

## 世帯数と人口
2025年（令和7年）8月1日現在（日野市発表）の世帯数と人口は以下の通りである。
- 世帯数 : 5,769世帯
- 人口 : 11,612人

### 人口の変遷
国勢調査による人口の推移。
| 年                 | 人口   |
| ------------------ | ------ |
| 1995年（平成7年）  | 8,435  |
| 2000年（平成12年） | 8,217  |
| 2005年（平成17年） | 9,670  |
| 2010年（平成22年） | 10,191 |
| 2015年（平成27年） | 10,945 |
| 2020年（令和2年）  | 11,395 |

### 世帯数の変遷
国勢調査による世帯数の推移。
| 年                 | 世帯数 |
| ------------------ | ------ |
| 1995年（平成7年）  | 3,187  |
| 2000年（平成12年） | 3,280  |
| 2005年（平成17年） | 3,886  |
| 2010年（平成22年） | 4,270  |
| 2015年（平成27年） | 4,756  |
| 2020年（令和2年）  | 5,176  |

## 学区
市立小・中学校に通う場合、学区は以下の通りとなる（2023年10月時点）。
| 番・番地等 | 小学校                 | 中学校                 |
| --- | ---------------------- | ---------------------- |
| 15〜41番地、77〜85番地 780〜1098番地(1096番地の7を除く) 1099番地の1・6〜13・15 1100〜1108番地、1110番地 1145〜1161番地、1163〜1169番地 1323〜1346番地、1349〜1352番地 1439番地〜1451番地(1439番地の2を除く) 1456〜1469番地、1561〜1572番地 7751〜7774番地                                                           | 日野市立日野第四小学校 | 日野市立日野第一中学校 |
| 262〜270番地、298〜586番地 588〜701番地、721〜779番地 1452〜1455番地 1470〜1478番地(1478番地の2を除く) 1518番地(1518番地の2を除く) 1521〜1560番地、1573〜1603番地 1605番地、1606番地(1606番地の1を除く) 2699〜2702番地、2845〜2851番地 2861〜2880番地、2930〜3049番地 5938〜5954番地、5956〜5960番地 5963〜6022番地 | 日野市立日野第一小学校 | 日野市立日野第一中学校 |
| 587番地、1096番地の7 1099番地の2〜5・14・16〜24 1109番地、1111〜1144番地 1162番地、1170〜1322番地 1347番地、1348番地 1353〜1438番地、1439番地の2 1478番地の2、1479〜1517番地 1518番地の2、1519番地 1520番地、1604番地 1606番地の1、1607〜1622番地                                                                   | 日野市立仲田小学校     | 日野市立日野第一中学校 |

## 交通

### 鉄道
| 隣接する街区の駅                                                             |
| ---------------------------------------------------------------------------- |
| JR中央線 JR中央本線 - 日野駅(JC 20) 多摩都市モノレール線 - 甲州街道駅(TT 09) |

### バス
地域内を中央自動車道が通過しており、日野バスストップ（中央道日野）が設置され、一部の高速バスが停車する。
- 京王電鉄バス桜ヶ丘営業所が、周辺の路線バスを担当している。
- 西東京バス楢原営業所が、周辺の路線バスを担当している。
- 日野市ミニバス

### 道路
- 中央自動車道

## 事業所
2021年（令和3年）現在の経済センサス調査による事業所数と従業員数は以下の通りである。
- 事業所数 : 249事業所
- 従業員数 : 3,368人

### 事業者数の変遷
経済センサスによる事業所数の推移。
| 年                 | 事業者数 |
| ------------------ | -------- |
| 2016年（平成28年） | 240      |
| 2021年（令和3年）  | 249      |

### 従業員数の変遷
経済センサスによる従業員数の推移。
| 年                 | 従業員数 |
| ------------------ | -------- |
| 2016年（平成28年） | 2,432    |
| 2021年（令和3年）  | 3,368    |

## 施設
- 日野警察署
- 日野北郵便局[15]

## その他

### 日本郵便
- 郵便番号 : 191-0012[3]（集配局 : 日野郵便局[16]）。